# Reintalangerhütte
Die Reintalangerhütte ist eine Alpenvereinshütte der Kategorie I der Sektion München des Deutschen Alpenvereins auf (1366 m ü. NHN) im Wettersteingebirge am Ende des Reintals zum Verwaltungsbezirk Garmisch-Partenkirchen. In der Nähe hat die Partnach ihren Ursprung. Westlich der Hütte steigt der Talboden steiler gegen das Zugspitzplatt an.

## Geschichte
| Zeitraum    | Hüttenwirt        |
| ----------- | ----------------- |
| 1921 – 1939 | Peter Lipf        |
| ?           | Lindinger         |
| ?           | Berghofer         |
| ?           | Frischmann        |
| ?           | Binder            |
| ?           | Utzschneider      |
| ?           | Niedermann        |
| ?           | Prommer           |
| 1986 – 2010 | Charly Wehrle     |
| 2010 – 2016 | Simon Neumann     |
| 2016 – 2018 | Michael Stimmer   |
| 2018 – 2019 | Stephanie Stimmer |
| seit 2020   | Andy Kiechle      |

Die Nutzung der Reintalangeralm ist bereits für das Jahr 1485 nachweisbar. Sie wurde oft von Tiroler Untertanen aus der Leutasch genutzt, die ihr Vieh über das Ehrwalder Gatterl dorthin auftrieben.
Schon bei der Erstbesteigung der Zugspitze 1820 übernachteten Josef Naus und seine Begleiter in einem Schaf- und Ziegenstall an genau der Stelle, an der heute die Reintalangerhütte steht.
Die Sektion München des Deutschen und Österreichischen Alpenvereins baute 1881 eine erste Blockhütte auf der Alm. Es war das erste Hüttenprojekt der Sektion, die selbst erst zwölf Jahre zuvor gegründet worden war. Die Blockhütte steht noch heute und dient Bergsteigern und Wanderern als Winterraum.
Die heutige Hütte mit 90 Schlafplätzen wurde 1912 ebenfalls im Auftrag der Sektion München von der Partenkirchner Baufirma Zwerger als „Neue Anger Hütte“ erbaut und 1913 eröffnet.
In den 1920er und -30er Jahren entwickelte sich das Reintal und die Hütte zum beliebten Ausflugsziel für Touristen, aber auch für viele Spitzenbergsteiger der damaligen Zeit: Auf ihren Trainingstouren im Wettersteingebirge waren unter anderem Willo Welzenbach, Willy Merkl, Anderl Heckmair, Walter Fischer, Erwin Schneider, Hans Ertl, Hans Brehm, Leo Rittler und Willi Leiner regelmäßige Besucher der Hütte.
1950 wurde die Hütte mit einem westlichen Pultdachanbau erweitert.
Seit 1985 wird die Hütte durch ein Wasserkraftwerk unterhalb des Partnachursprungs mit Strom versorgt.
2020 wurde die Reintalangerhütte als Baudenkmal in die Bayerische Denkmalliste aufgenommen.
Die Hütte wird von Ende Mai bis zum 3. Wochenende im Oktober bewirtschaftet und bietet zusätzlich einen Winterraum mit 15 Lagerplätzen.

## Zugänge
- Vom Gletscherbahnhof „Sonn Alpin“ der Bayerischen Zugspitzbahn über die Knorrhütte (ca. 2 Stunden Abstieg).
- Vom Olympia-Skistadion in Partenkirchen durch die Partnachklamm und das Reintal (ca. 5 Stunden)
- Vom Kreuzeckhaus über den unteren Bernadeinweg, die Bockhütte und durchs Reintal (4½ Stunden, Trittsicherheit erforderlich)

## Übergänge
- Knorrhütte (2 Stunden)
- Über die Bockhütte und unteren Bernardeinweg  zum Kreuzeckhaus (5–6 Stunden)
- Über die Mauerscharte, Stuibenhütte und den unteren Bernadeinweg zum Kreuzeckhaus (sog. Schützensteig; 5½ Stunden; alpine Erfahrung, Trittsicherheit, Schwindelfreiheit und Orientierungsvermögen erforderlich)
- Über die Bockhütte zur Oberreintalhütte (3 Stunden)
- Über die Bockhütte, Oberreintal und Schachenhaus (4 Stunden) zur Meilerhütte (6 Stunden; Trittsicherheit erforderlich)

## Kletterrouten
- Für Kletterer bietet die höchste Wettersteinwand, die 1400 Meter hohe Hochwanner-Nordwand, einige Möglichkeiten.

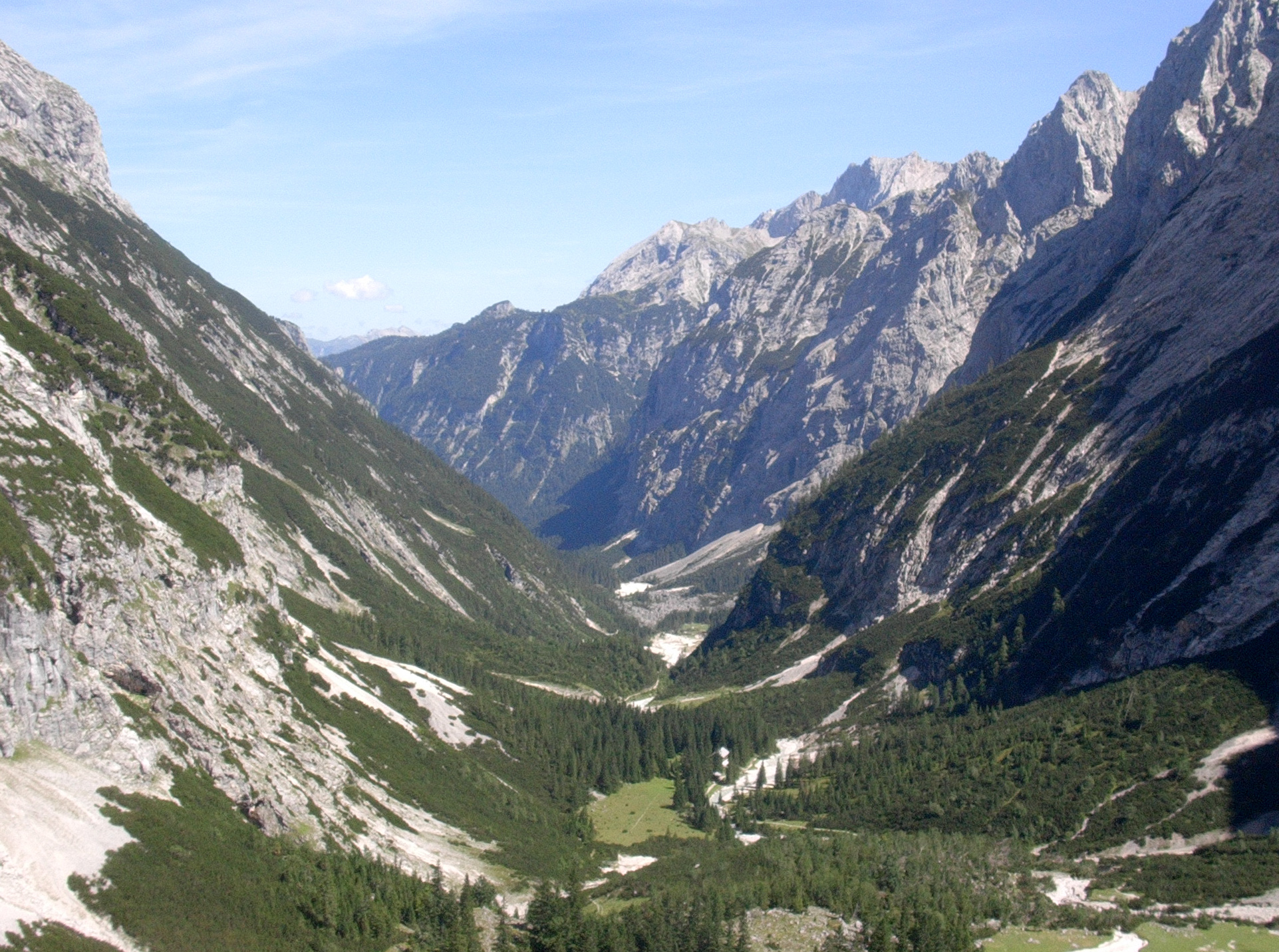
Reintal mit Reintalangerhütte von Westen aus gesehen
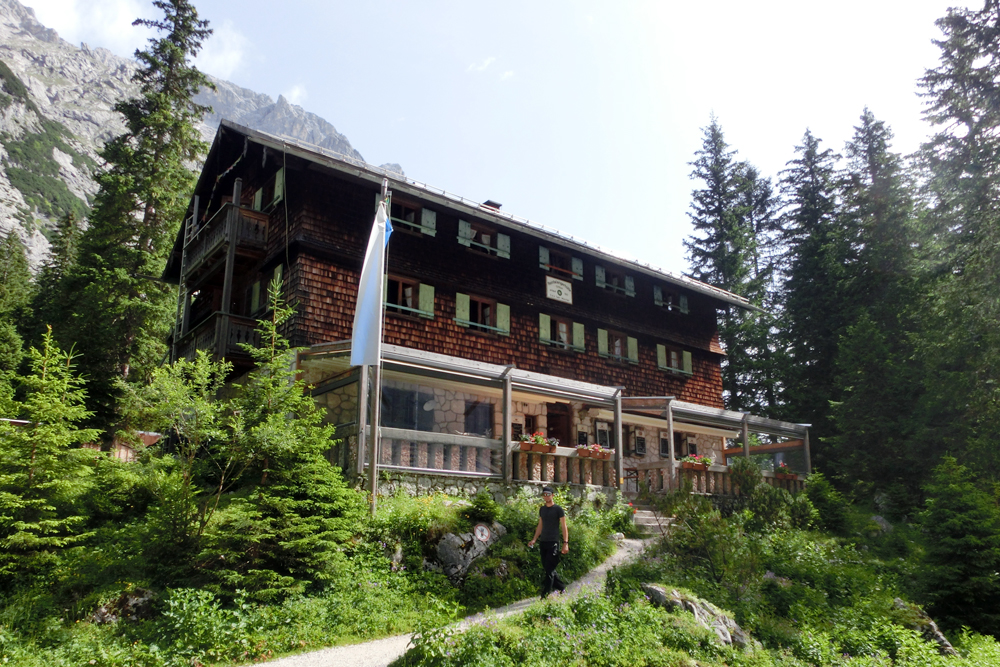
Reintalangerhütte
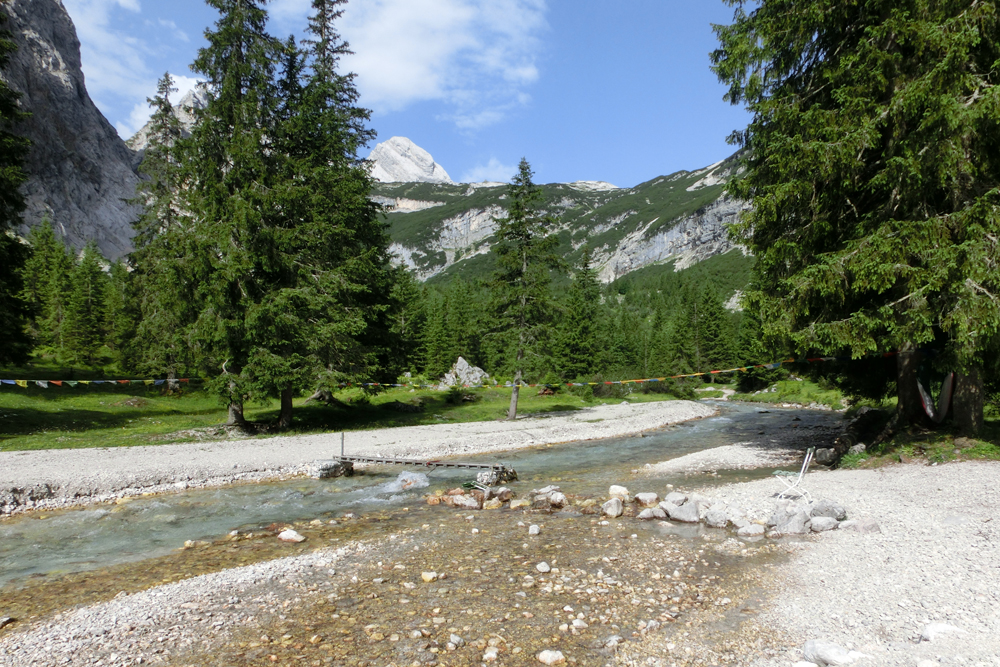
Partnach an der Reintalangerhütte

## Karte
- Alpenvereinskarte 1:25.000, Blatt BY 8, Wettersteingebirge – Zugspitze